# Katzenbach (Burkardroth)
Katzenbach ist ein Gemeindeteil des Marktes Burkardroth im unterfränkischen Landkreis Bad Kissingen in Bayern.

## Geographische Lage
Nordöstlich grenzt das Kirchdorf Katzenbach direkt an den Burkardrother Gemeindeteil Lauter, mit dem es durch die Staatsstraße 2290 verbunden ist. Nach dem südwestlichen Katzenbacher Ortsausgang führt die St 2290 nach Hassenbach (Gemeindeteil von Oberthulba). Die südöstlich aus Katzenbach führende Kreisstraße KG 34 verbindet Katzenbach mit dem Bad Kissinger Gemeindeteil Poppenroth. Nordöstlich von Katzenbach verläuft die Bundesstraße 286 zwischen Bad Kissingen und Bad Brückenau.

## Geschichte
Die erste bekannte Erwähnung Katzenbachs fällt in das Jahr 1230 im Rahmen eines Verkaufs; über die Ortsgründung selbst ist nichts überliefert. Möglicherweise war Katzenbach Teil des Besitzes von Otto von Botenlauben, den dieser im Jahr 1244 an das Hochstift Würzburg verkaufte, und befand sich später möglicherweise im Erbbesitz der Familie v. Brende. Ab dem 14. Jahrhundert befand Katzenbach sich im Besitz des Klosters Frauenroth.
Bis zum Jahr 1588 gehörte Katzenbach zur Pfarrei von Kissingen; ab 1594 zu Stralsbach. Die erste Katzenbacher Kirche wurde im Jahr 1715 erbaut. Ab 1794 gehörte die Katzenbacher Pfarrei zu Poppenroth.
Am 1. Januar 1972 wurde Katzenbach im Rahmen der Gemeindegebietsreform zu einem Gemeindeteil von Burkardroth. Im Oktober 1971 hatten hierzu Befragungen und Abstimmungen in den nach Burkardroth eingemeindeten Dörfern stattgefunden; von den 83 abgegebenen Stimmen in Katzenbach fielen 44 zugunsten der Eingemeindung aus. Katzenbachs letzter Bürgermeister vor der Eingemeindung war Johann Höglmeier. Im Rahmen der Gebietsreform ging die Pfarrei Katzenbach erneut an die Pfarrei Stralsbach; 1980 wechselte sie nach Waldfenster.
Im Jahr 1978 wurde die Kläranlage Katzenbach/Lauter in Betrieb genommen, die ab 1988 auch Waldfenster mitversorgt. Im Jahr 1979 wurde der Ausbau der Kanalisation vollendet, 1982 die Ortsbeleuchtung erneuert.

## Bauwerke und Sehenswürdigkeiten

### St. Blasius-Kirche
Das erste Katzenbacher Kirchengebäude entstand im Jahr 1714. Als es sich für die steigenden Anforderungen zu klein erwies, entstand im Jahr 1912 ein Kirchenbauverein, doch konnte erst 1956 die heutige St.-Blasius-Kirche errichtet werden. Ihr Hochaltar, der sich möglicherweise auch schon im Kloster Frauenroth befunden hat, wurde aus der Vorgängerkirche übernommen.

### Museumsscheune
In einem 1926 erbauten Scheunengebäude in der Weiherstraße 7, welches heute museal genutzt wird, werden auf drei Etagen über 1.500 volkskundliche Exponate aus der privaten Sammlung von Heinrich Muth präsentiert.